# Pixel 5a
Il Pixel 5a, chiamato anche Pixel 5a 5G, è uno smartphone Android della linea di prodotti Google Pixel, successore del Pixel 4a. Il telefono è stato annunciato ufficialmente il 17 agosto 2021 ed è stato immesso sul mercato in Giappone e negli Stati Uniti il 26 agosto 2021.